# واسا (فیلم)
واسا (روسی: Васса) فیلمی در ژانر درام به کارگردانی گلب پانفیلوف است که در سال ۱۹۸۳ منتشر شد. از بازیگران آن می‌توان به اینا چوریکوفا اشاره کرد.